# کفسان
کفسان (خمین)، روستایی از توابع بخش مرکزی شهرستان خمین در استان مرکزی ایران است.

## جمعیت
این روستا در دهستان گله‌زن قرار دارد و براساس سرشماری مرکز آمار ایران در سال ۱۳۸۵، جمعیت آن ۴۸۴ نفر (۱۳۵خانواده )

## توضیحات
تعزیه خوانی در روستای کفسان یکی از مراسم قدیمی و سنتی این روستا بوده و از سالیان دور تا به امروز همچنان در ایام محرم پابرجاست. 
شکل‌روستا‌درقدیم:این‌روستا‌درکناره‌ی
رودخانه‌پابرجا‌بوده‌وجزو‌‌‌‌‌ (روستاهای‌خطی)بوده‌وسال‌هاقبل‌‌روستارا
سیلاب‌ویران‌میکند‌وویرانه‌ای‌از‌آن‌به‌
جامی‌ماند‌‌،رهگذران‌آن‌را(‌کوفستان)
می‌نامیدند.
بالاتر‌قلعه‌ای‌باقر‌خان‌بنا‌میکند‌ودر‌انجا‌سکنا‌
می‌گزینند‌وکنون‌هم‌که‌انجا‌ویران‌‌وصاف‌شده
آن‌‌زمین‌هارا‌‌‌‌قلعه‌کهنه‌مینامند.
بعدها‌کم‌کم‌‌به‌طرف‌بالا‌خانه‌ساخت‌وساز
می‌شود.بافت‌این‌مکانها‌خشتی‌‌وخانه‌ها
به‌صورت‌سازه‌بنایی‌‌ساخت‌‌شده‌است.
بافت‌کنونی‌روستا:
در۴۰‌الی۵۰‌سال‌پیش‌روستا‌‌از‌پایین‌به‌بالاتر
کشیده‌می‌شودوکم‌کم‌تاخط‌اصلی‌روستا
ساخته‌می‌شود.

## اماکن
‌اماکن‌موجود‌در‌روستا:
مسجد‌قدیمی
‌بهداشت
‌دهیاری
حسینیه‌‌
سوپر‌مارکت
گردشگری:
آب‌وآتش
دهکده‌گلمگشت
وکار‌روستاییان:
برخی‌آنان‌به‌کشاورزی‌شاغل‌اند
برخی‌دامداری
وکارگاه‌خیاطی‌هم‌در‌روستا‌وجود‌دارد
ودارای‌کارگاه‌تولید‌لوله‌برق‌هم‌می‌باشد
 
- «نتایج سرشماری ایران در سال ۱۳۸۵». درگاه ملی آمار. بایگانی‌شده از روی نسخه اصلی در ۲۱ آبان ۱۳۹۲.